# 佐井孝彰
佐井 孝彰（さい たかあき、1978年5月10日 - ）は、日本の作曲家。兵庫県出身。

## 経歴
東京芸術大学音楽学部作曲科卒業。同大学院音楽研究科作曲専攻修了。
藤原嘉文，浦田健次郎，小山薫，土田英介に師事。
大阪音楽大学講師。ヤマハ音楽能力検定3～5級試験官。

## 作品
混声合唱
- 小さな鳥の　小さな夢
- ありがとうの行き先
- 未来への旅
- いつも 草のように
- はなさくら*アカペラ
- 水ぐるま
- けふといふ日（作詞：室生犀星）
- 海の石（混声合唱とピアノのために）
- 朝に

同声合唱
- 生まれたよ ぼく
- こころに つぼみが
- みんなを好きに
- だんごむしのうた
- おはよう おはよう
- さくらの木
- 花をかざろう
- 君の空見上げて
- 風をみた人はいなかった (3つのやさしい歌)
- なぜ　花はいつも (3つのやさしい歌)
- 星はこれいじょう (3つのやさしい歌)

女声合唱
- eyeの中に愛
- 星に祈りを
- 庭 －詩集『官能検査室』より－

## 受賞
- 第17回現音作曲新人賞受賞『弦楽四重奏曲』
- 第24回日本交響楽振興財団作曲賞入選『管弦楽のための讃歌』
- 第3回JFC作曲賞入選『室内オーケストラのための音楽』[2]